# Eyalato de Eger
El eyalato de Eger (en turco otomano: ایالت اگیر; Eyālet-i Egīr‎, en húngaro: Egri ejálet, en serbio: Jegarski ejalet or Јегарски ејалет) o Bajalato de Eğri fue una entidad territorial administrativa del Imperio otomano formado en 1596 con su capital en Eğri (húngaro: Eger). Incluía partes de la actual Hungría y Eslovaquia. 
La población de la provincia era étnica y religiosamente diversa e incluía eslovacos y húngaros (que vivían principalmente en el norte), serbios (que vivían principalmente en el sur) y musulmanes de diversos orígenes étnicos (que vivían principalmente en las ciudades). Otras comunidades étnicas incluían judíos y romaníes. 

## Divisiones administrativas
La provincia incluía los siguientes sanjacados:
1. Sanjacado de Eğri (Eger)
2. Sanjacado de Segedin (Szeged)
3. Sanjacado de Sonluk (Szolnok)
4. Sanjacado de Seçen (Szécsény)
5. Sanjacado de Hatvan (Hatvan)
6. Sanjacado de Novigrad (Nograd)
7. Sanjacado de Filek (Filakovo) (su centro era Rim Sonbat)